# Uwe Schulten-Baumer junior
Uwe Schulten-Baumer junior (* 6. August 1954 in Mülheim an der Ruhr), auch nur Uwe Schulten-Baumer genannt, ist ein ehemaliger deutscher Dressurreiter.

## Leben
Schulten-Baumer stammt aus einer Reiterfamilie, sein Vater ist der Dressurtrainer Uwe Schulten-Baumer senior, seine Schwester die mehrfache deutsche Dressur-Vizemeisterin Alexa Schulten-Baumer, und seine Stiefschwester ist die deutsche Dressurreiterin Ellen Schulten-Baumer.
Er studierte Medizin und wurde Facharzt für Innere Medizin (besonders Gastroenterologie und Diabetologie) sowie Palliativmedizin. Bis 2020 war er als Chefarzt in der Klinik in Eggenfelden tätig. Seither ist er im Ruhestand. 
In seiner Reit-Karriere wurde er 1978 mit der Mannschaft Weltmeister und Zweiter in der Einzelwertung. Zudem wurde er insgesamt sechs Mal Europameister. 1980 verpasste er aufgrund des Boykotts die Olympischen Spiele, gewann jedoch beim ersatzweise ausgetragenen Goodwood International Dressage Festival mit Slibowitz Einzel-Silber und Mannschaftsgold.
Im Jahr 1988 erwarb er den Hannoveranerwallach Gigolo, hatte aufgrund seiner Tätigkeit als Mediziner aber nicht mehr genügend Zeit für dessen sportliche Ausbildung. Daher übergab er Gigolo an seinen Vater, der ihn seiner Schülerin Isabell Werth zur Verfügung stellte.